# Notre-Dame de La Salette
Pour l’article homonyme, voir Apparition mariale de La Salette.
Pour les articles homonymes, voir Notre-Dame et Notre-Dame de la Salette (homonymie).
Notre-Dame de La Salette est une vision surnaturelle que deux enfants (Mélanie Calvat et Maximin Giraud) ont affirmé avoir reçue le 19 septembre 1846 en haut du village de La Salette-Fallavaux, près de Corps, en France, dans l'Isère. Cette apparition mariale, reconnue officiellement par l’Église catholique, a entraîné une dévotion à la Vierge Marie sous l'appellation « de La Salette ». Plusieurs églises et sanctuaires de par le monde lui sont consacrés.
Notre-Dame de La Salette est aussi le nom du sanctuaire marial édifié sur les lieux de cette apparition, dans la montagne au-dessus de la commune de Corps.

## L'apparition

### Historique

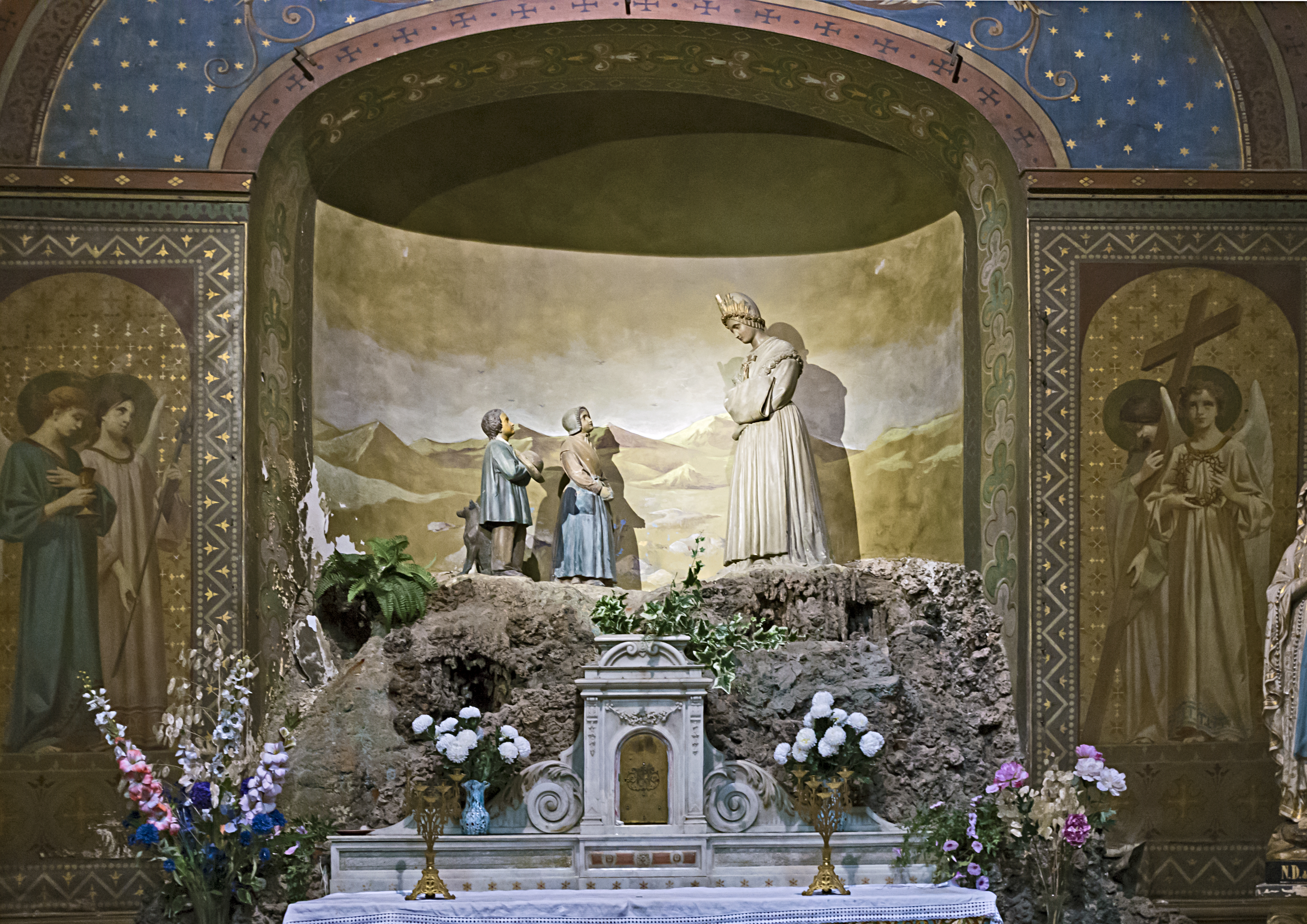
Chapelle Notre-Dame de la Salette à Toulouse représentant la scène de l'apparition.

Deux jeunes bergers, Mélanie Calvat, âgée d'un peu moins de 15 ans, et Maximin Giraud, âgé de 11 ans, disent avoir vu apparaître
le samedi 19 septembre 1846, aux environs de 15 h, sur une montagne proche du village de La Salette-Fallavaux, dans une lumière resplendissante, une « belle dame » en pleurs qui s'adresse à eux. Le soir, ils en parlent à leurs maîtres. La veuve Pra (dite veuve Caron), maîtresse de Mélanie, se dit d'avis qu'ils ont vu la Vierge Marie et on engage les enfants à tout raconter au curé de La Salette. Ils le font le lendemain dimanche au matin. Le curé pleure d'émotion, prend des notes et, de nouveau en larmes, parle du fait dans son prône.

### Reconnaissance officielle
L'évêque de Grenoble, Philibert de Bruillard, une fois informé des événements, fait ouvrir une enquête canonique. Après conclusion de l'enquête, il publie le 19 septembre 1851 un texte destiné à être lu dans toutes les paroisses du diocèse où il proclame l'authenticité de l'apparition,.
En 1855, Jacques Ginoulhiac, évêque de Grenoble, après une nouvelle enquête confirme la décision de son prédécesseur. En 1879 l'église du sanctuaire est officiellement consacrée, et elle est promue au rang de basilique mineure.
La Congrégation pour le culte divin publie le 18 mars 2016 un décret inscrivant la célébration de la Vierge Marie sous le titre de « La Salette » dans le propre de France, au 19 septembre, à titre de mémoire facultative.

## Notoriété et influence religieuse
Avant même la construction du sanctuaire, en 1848, l'évêque autorise la création de la confrérie « Notre-Dame-Réconciliatrice », dont la dévotion est liée au message de la Vierge à La Salette.

### Le sanctuaire de la Salette

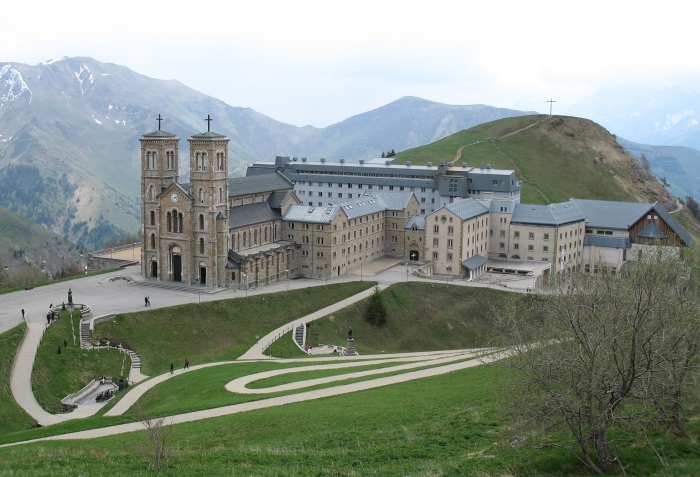
Vue générale du sanctuaire marial de La Salette.

La première pierre d'une grande église est solennellement posée sur la montagne de La Salette, le 25 mai 1852, devant une grande assemblée de fidèles. Cette église sera plus tard promue au rang de basilique. Lors de la construction de l'église, une congrégation (les missionnaires de Notre-Dame de la Salette) est instituée afin de desservir le futur sanctuaire. Depuis sa construction, le sanctuaire n'a cessé d'être agrandi. On dénombre environ 300 000 pèlerins par an dans le sanctuaire, venant de toute la France et de l'étranger. L'un des pèlerins convertis connus est le Capitaine Darreberg.
Le dimanche 8 décembre 2024, jour de l'Immaculée Conception, la statue de Notre-Dame de La Salette est filmée avec des « larmes » coulant le long de ses joues. La vidéo, publiée sur les réseaux sociaux, enflamme la toile et trouve un écho dans le monde entier. Selon Actu Grenoble, le sanctuaire ne valide pas les explications surnaturelles et attribue les « lacrimations » à de la neige qui fond.

### Les missionnaires de Notre-Dame de la Salette
Les missionnaires de Notre-Dame de la Salette constituent une congrégation cléricale de droit pontifical. Elle a été créée par Mgr de Bruillard le 1er mai 1852 en même temps qu'il a décidé de construire un sanctuaire marial sur le lieu de l'apparition. La congrégation s'organise peu à peu autour du sanctuaire, elle est reconnue par le pape Léon XIII en 1879, et ses constitutions sont définitivement approuvées par Pie X en 1909.
En 1930, naît la congrégation des Sœurs Missionnaires de Notre Dame de La Salette, et en 1962, cette congrégation féminine est officiellement rattachée à la branche masculine des (pères) missionnaires de Notre-Dame de la Salette. À partir de 2006, l'intégration de laïcs dans l'ordre se structure et s'organise : on parle alors de « laïcs salettins » suivant un programme de rencontres et de formations, dans une « spiritualité salettine ».
Cette congrégation, originellement destinée à accueillir les pèlerins dans le sanctuaire de La Salette, est aujourd'hui présente dans le monde entier, et diffuse le message et la dévotion à Notre-Dame de La Salette. La congrégation est présente sur tous les continents, :
- Europe : France, Suisse, Italie, République tchèque, Slovaquie, Pologne
- Afrique : Angola, Madagascar, Algérie
- Asie : Inde, Philippines
- Amérique : États-Unis, Canada

### Dans le reste du monde

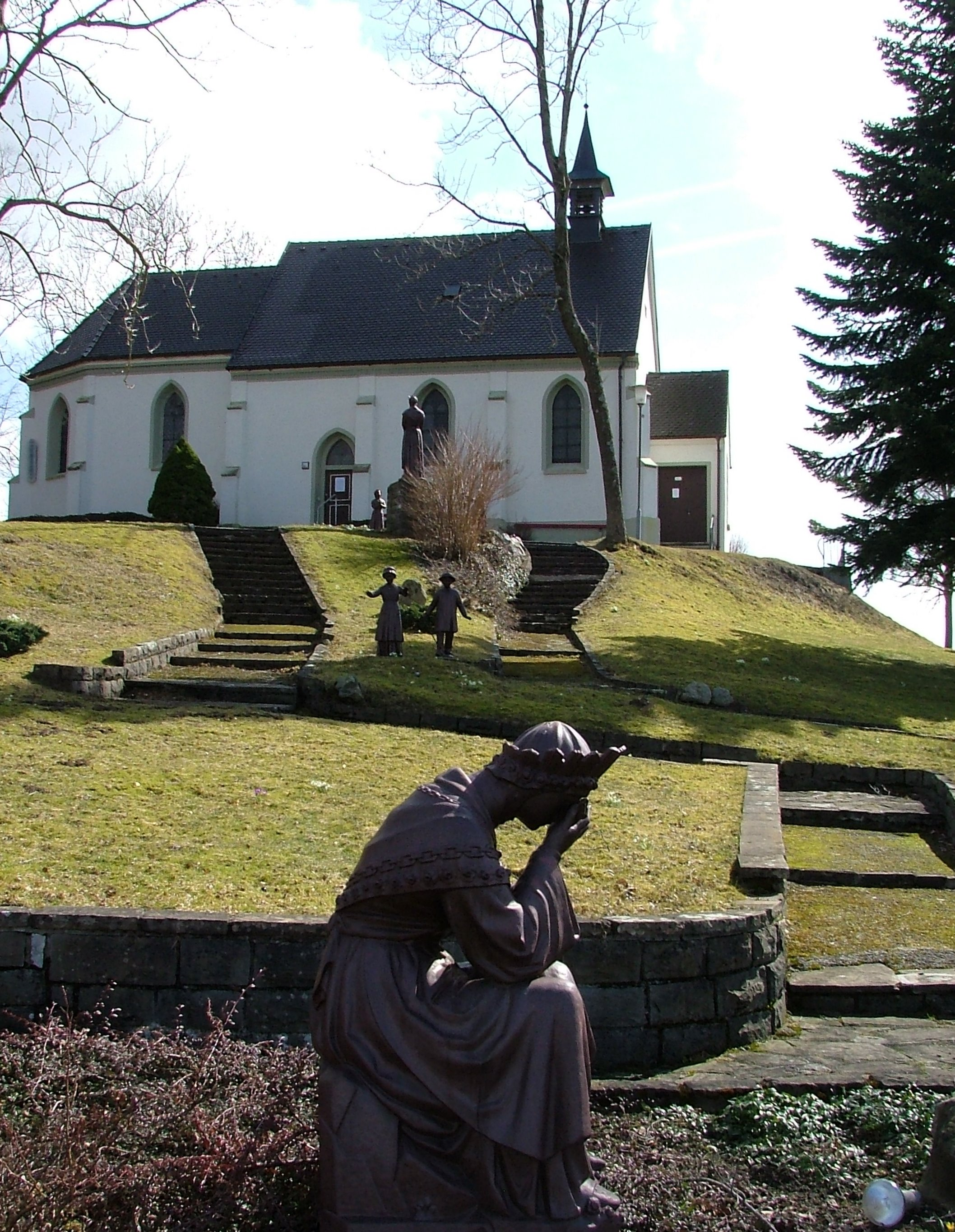
Église de Leutkirch im Allgäu en Allemagne, consacrée à Notre-Dame de La Salette.

Si le sanctuaire de Notre Dame de La Salette est devenu « un lieu de référence » dans le Dauphiné, attirant des pèlerins et touristes du monde entier, il existe aussi de nombreux lieux de culte dans le reste du pays et dans le monde.
De grands exemples de sanctuaires ou d'églises dédiées à la Vierge de la Salette existent autour du monde :
- le sanctuaire de La Salette à Oliveira de Azeméis au Portugal ;
- l'église de "Nuestra Señora de la Saleta" à Alcorcón (Madrid) ;
- le grand sanctuaire marial de La Salette dans le diocèse d'Imus aux Philippines ;
- le sanctuaire de La Salette à La Rabatelière en Vendée (France)[18] ;
- la basilique Notre-Dame de La Salette à Dębowiec (Powiat de Jasło) en Pologne (qui compte plusieurs autres églises dédiées à N.-D. de la Salette) ;
- les églises de Boms et de Leutkirch im Allgäu en Allemagne ;
- l'église d'Etikhove en Belgique (Flandre) ;
- l'église de Criciúma au Brésil ;
- les églises de Bayside et Attleboro aux États-Unis ;
- les églises de Trambileno et une église à Rome en Italie ;
- la chapelle de Notre-Dame de La Salette à Saint-Leu de l'Ile de La Réunion où des milliers de pèlerins viennent durant toute l'année ainsi que lors d'une messe annuelle chaque 19 septembre afin de remercier la Vierge et lui demander des grâces.
- l'église de notre Dame de la Salette à Grand Baie  à l'Ile Maurice
- L’église Notre Dame de la Salette à Malétable , commune de Longny les Villages en France, inscrite Monument Historique

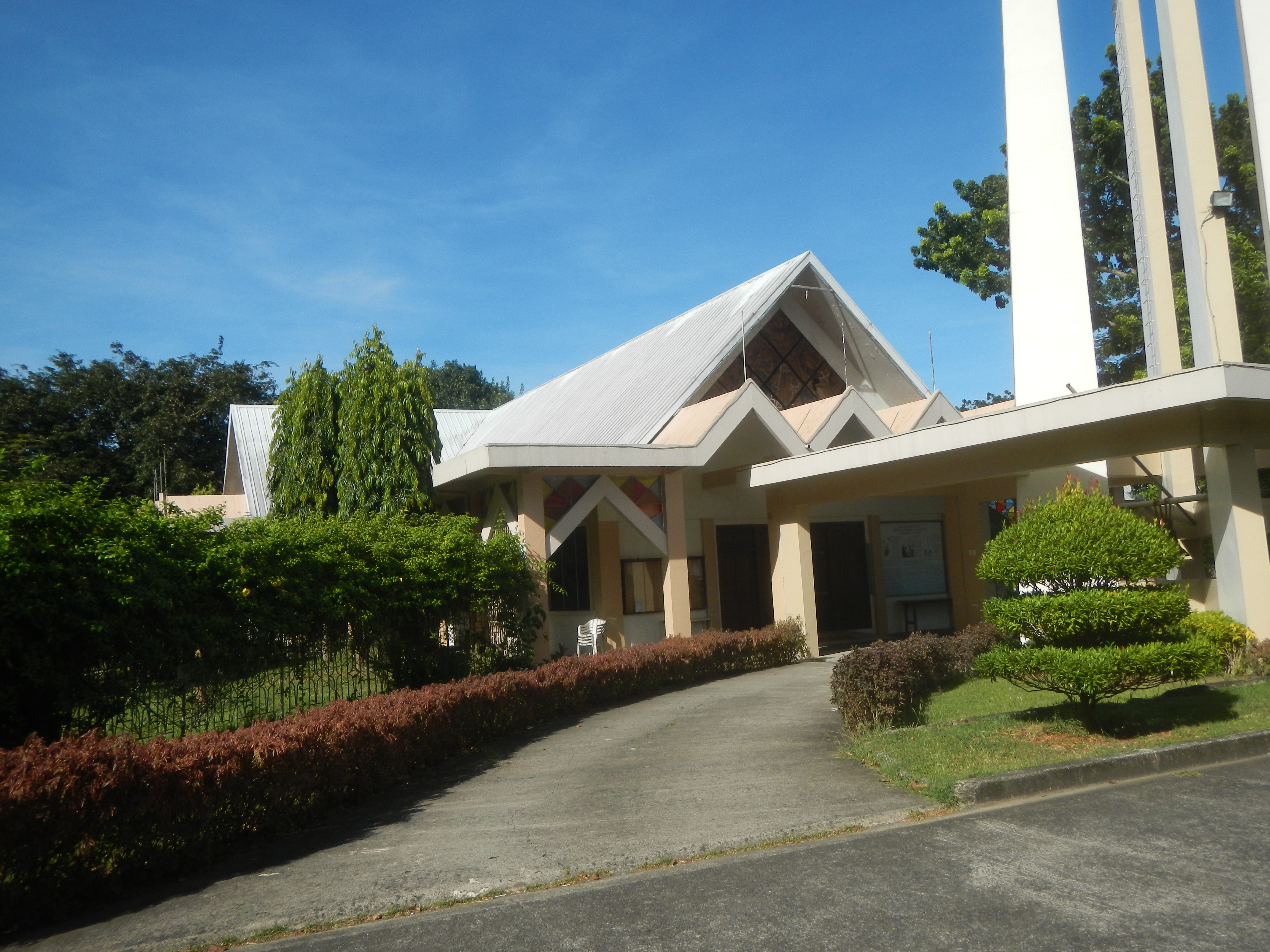
Sanctuaire marial de La Salette dans le diocèse d'Imus (Philippines).
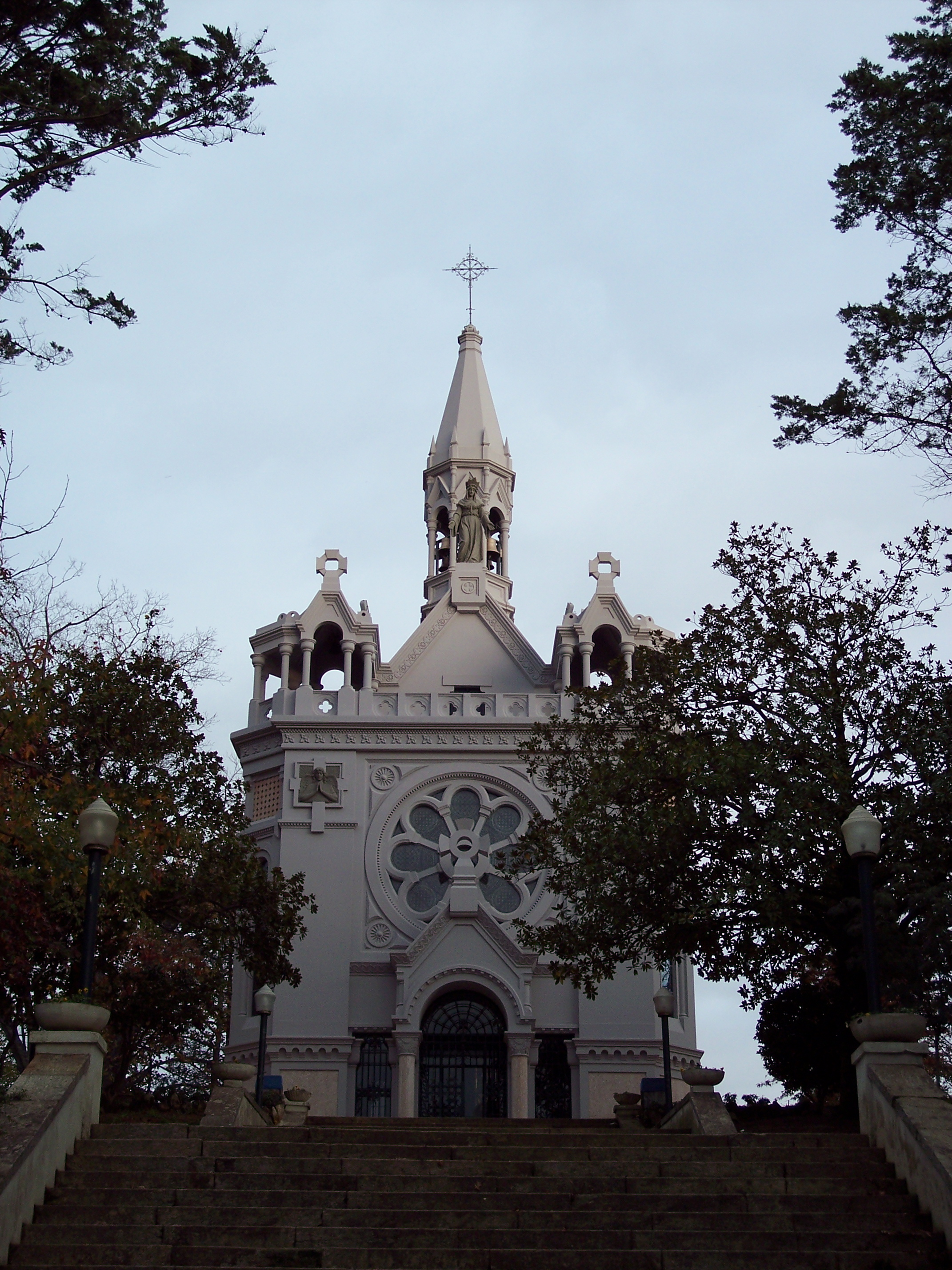
Sanctuaire de La Salette à Oliveira de Azeméis (Portugal).
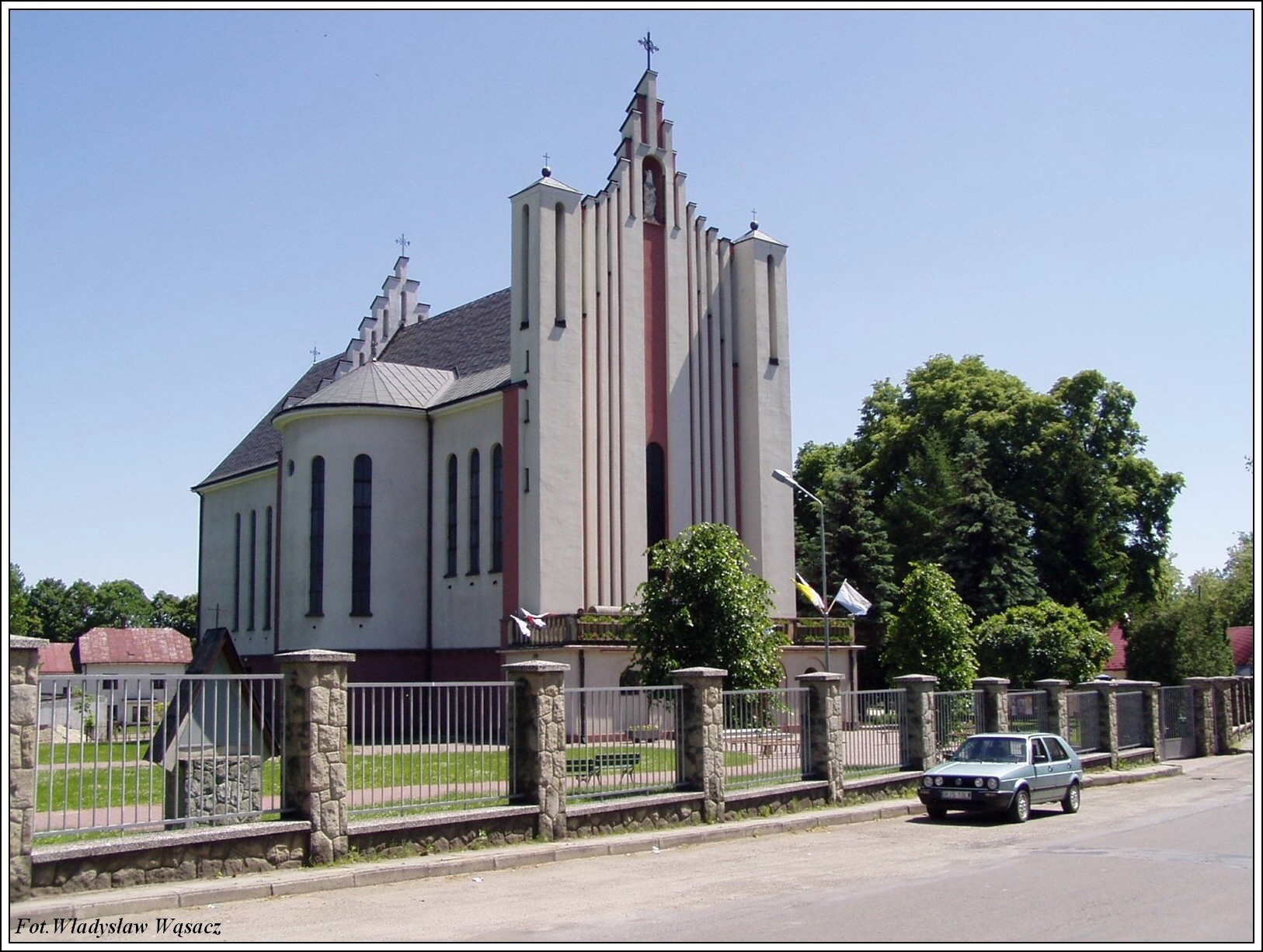
Basilique Notre-Dame de La Salette à Dębowiec (Powiat de Jasło) en Pologne.
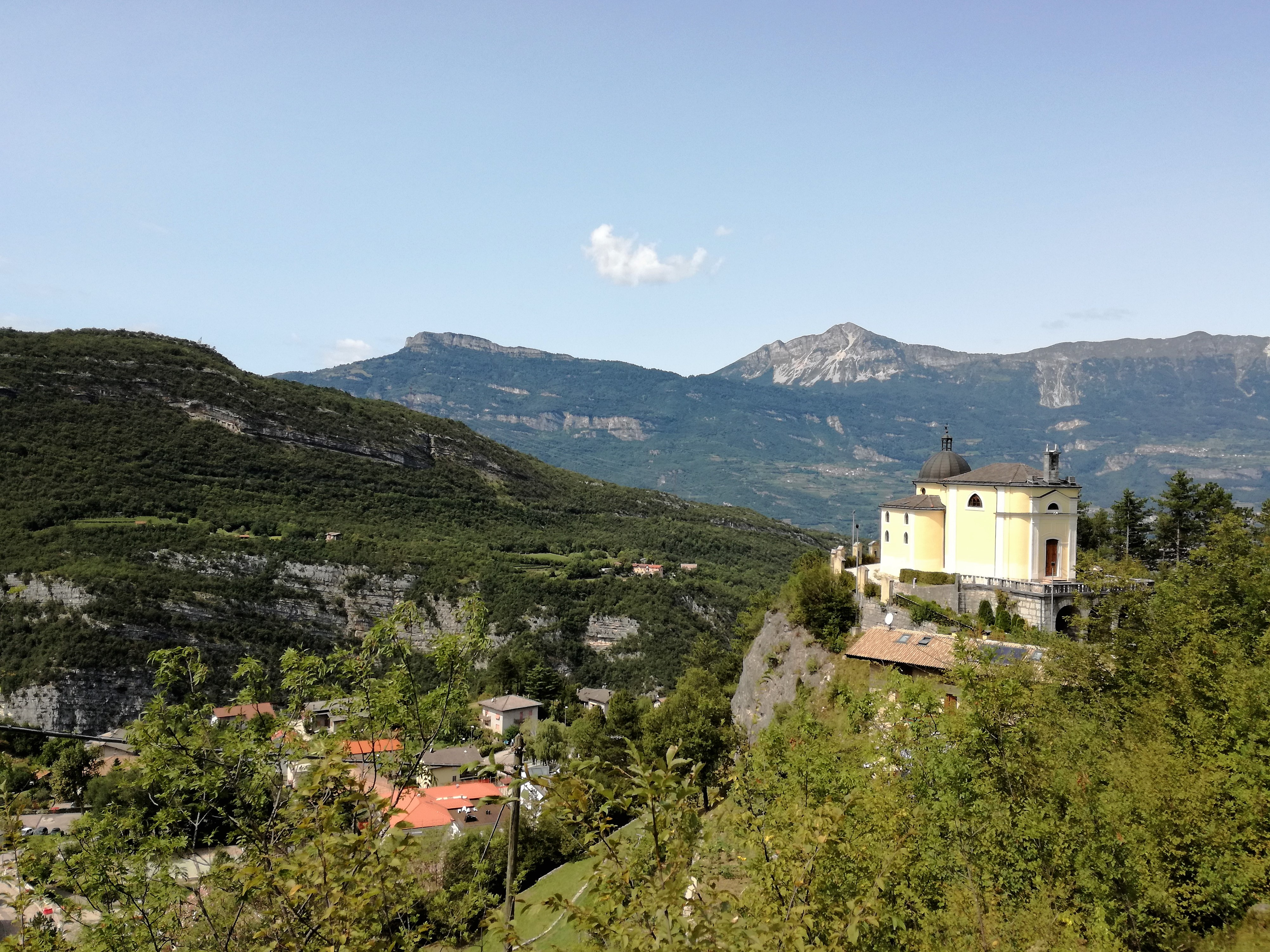
Église de Trambileno (Italie).
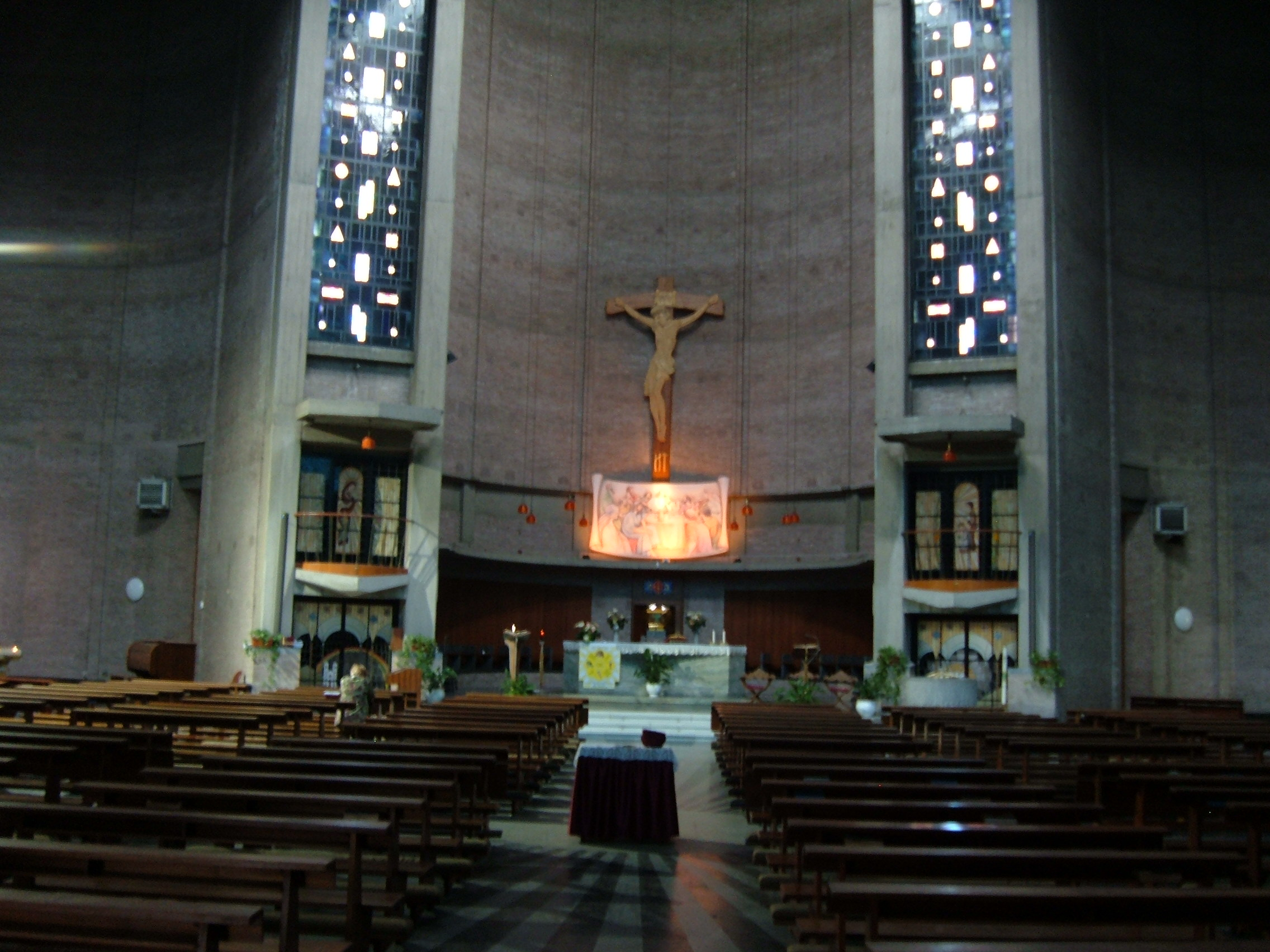
Église N.-D. de La Salette à Rome (Italie).
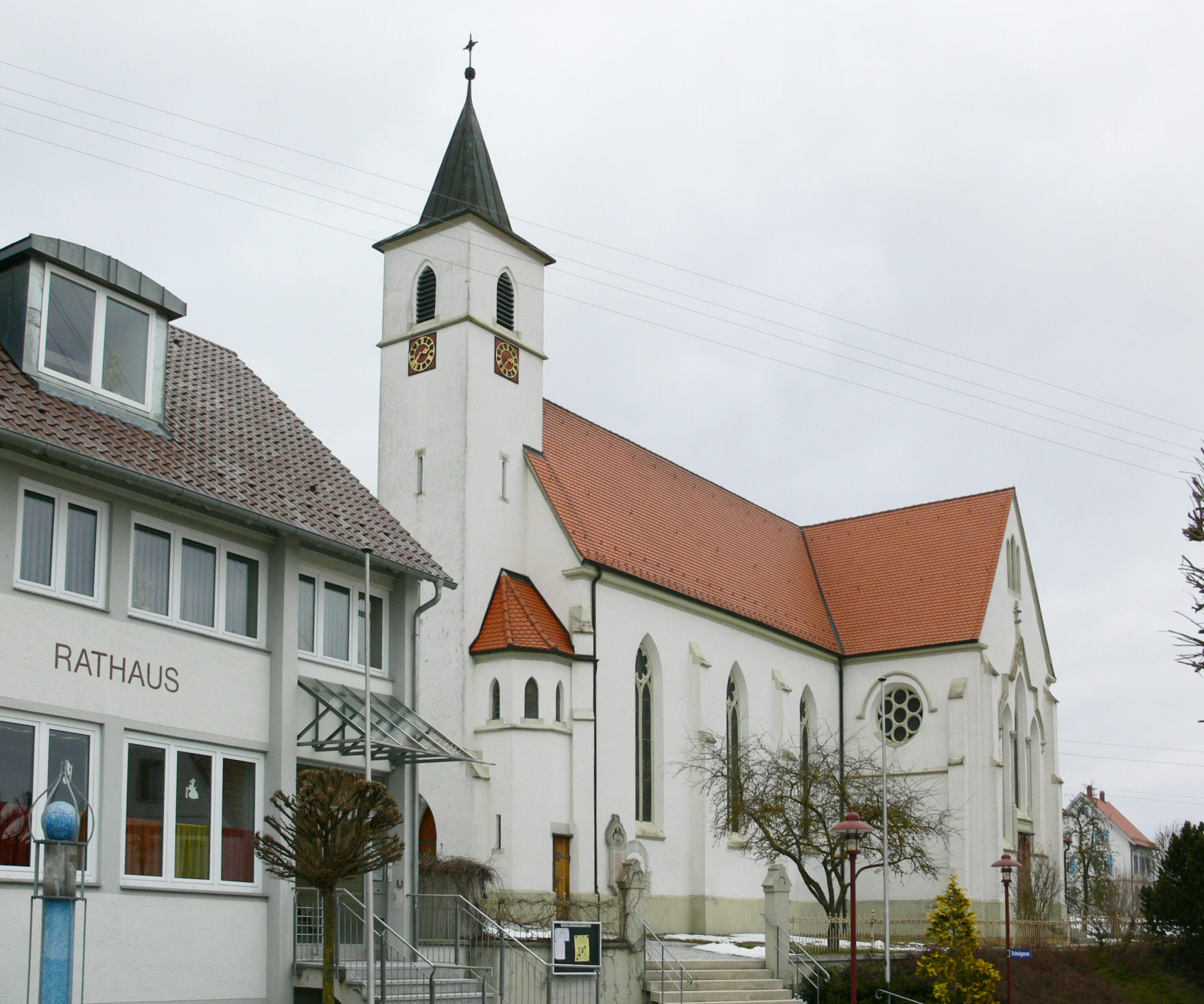
Église de Boms (Allemagne).
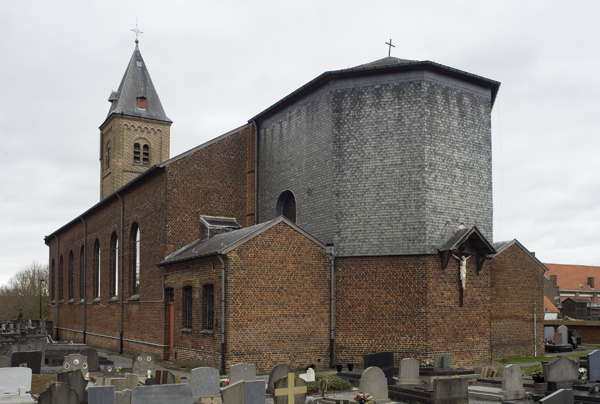
Église d'Etikhove (Belgique).
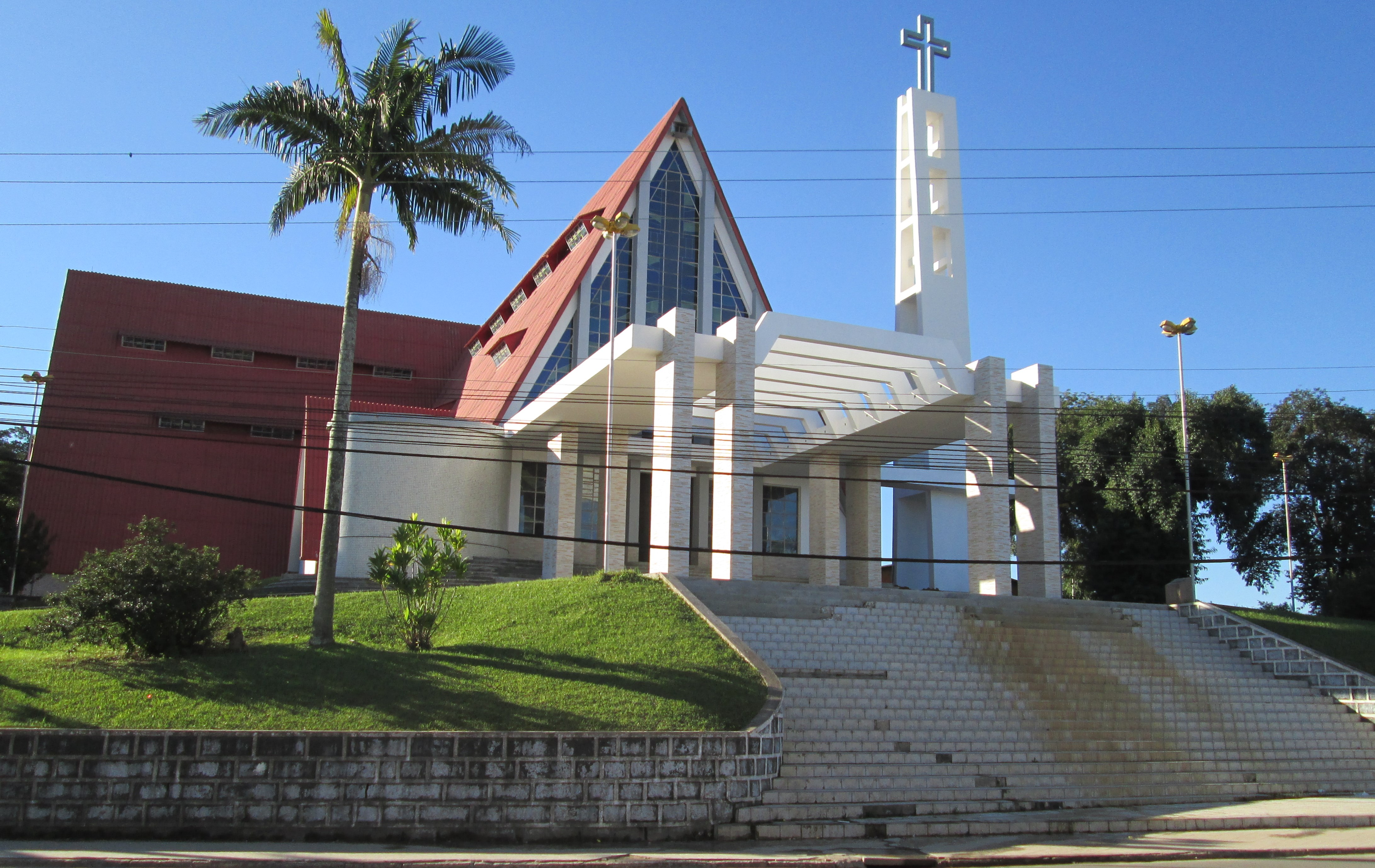
Église de Criciúma (Brésil).
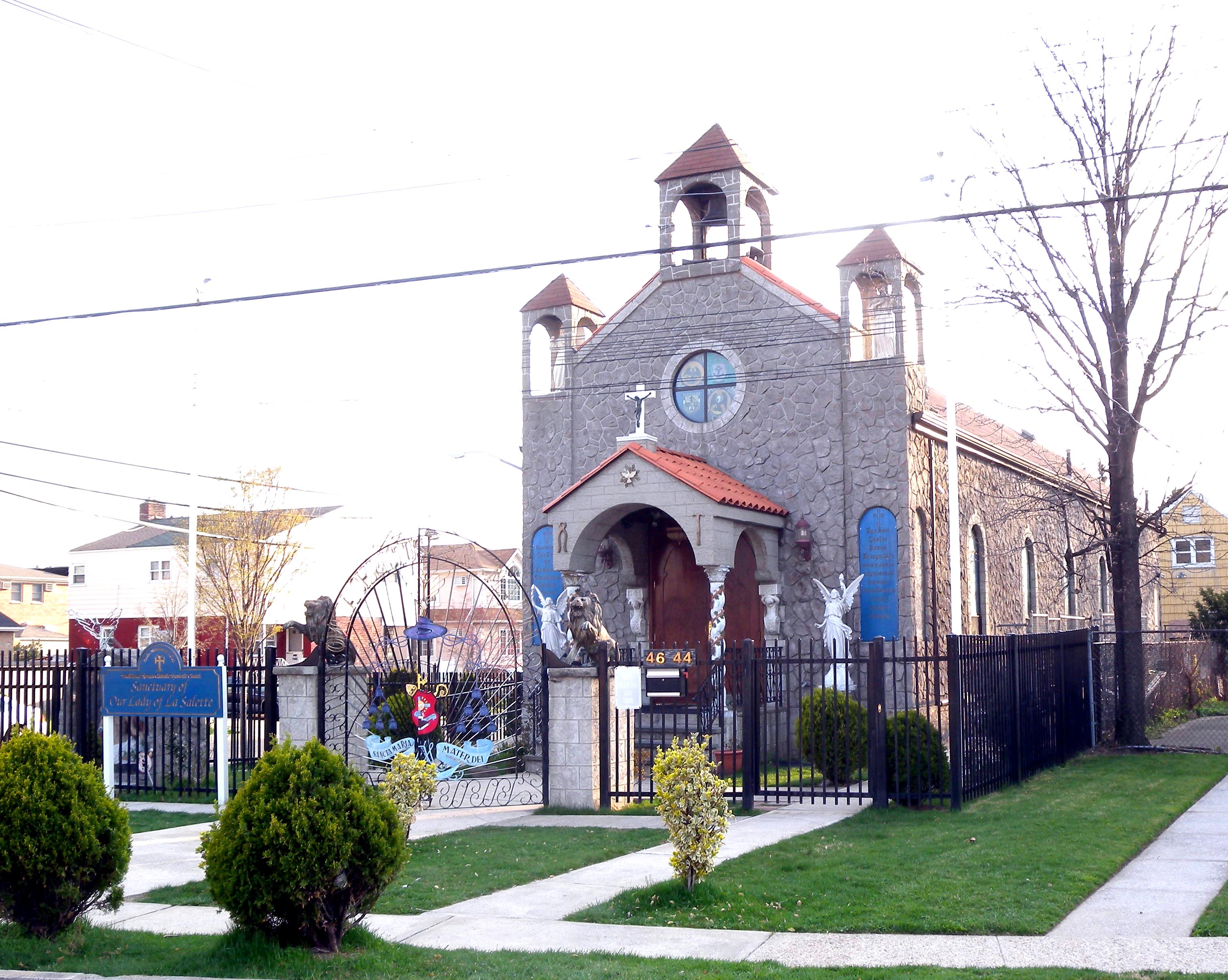
Église de Bayside (États-Unis).
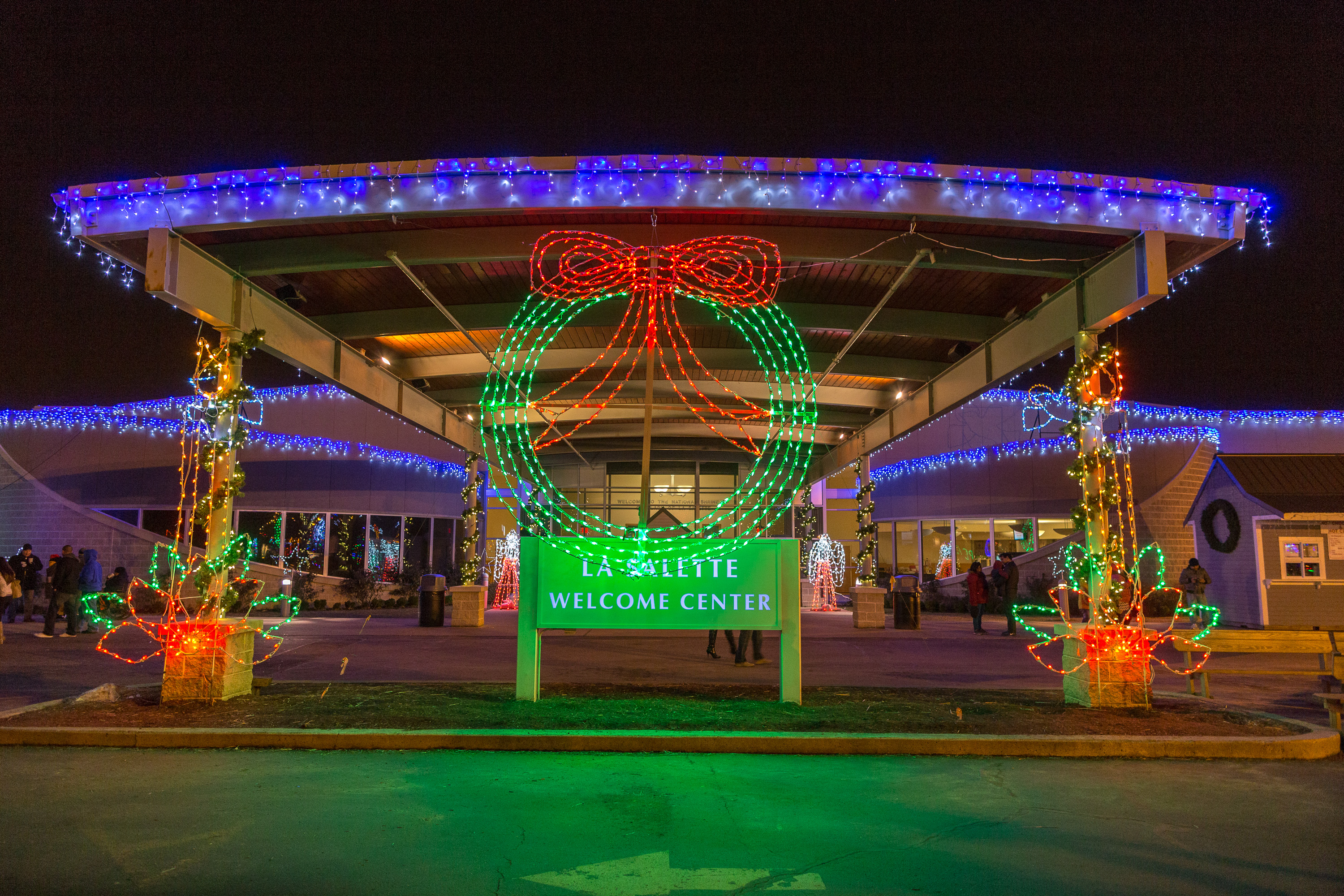
Église d'Attleboro (États-Unis).